# Герб Аллаиховского улуса
Герб муниципального образования «Алла́иховский улу́с (район)» Республики Саха (Якутия) Российской Федерации
Герб утвержден постановлением улусного Собрания депутатов Аллаиховского улуса № 64 от 2 февраля 2005 года.
Герб внесён в Государственный геральдический регистр Российской Федерации под регистрационным номером № 1836.

## Описание герба
«В опрокинуто-чешуевидно понижено пересечённом зеленью и лазурью поле серебряный безант (шар), обременённый скачущим червлёным, с лазоревыми глазами и копытами, северным оленем и сопровождённый внизу серебряной рыбой. Во главе семь серебряных дугообразно расположенных якутских алмазов (фигуры в виде поставленных на угол квадратов, каждый из которых расторгнут на шесть частей: накрест и наподобие двух сходящихся по сторонам стропил)».— 

## Описание символики герба
В центре герба расположен северный олень, наиболее типичный представитель фауны северных территорий Якутии. Красный цвет фигуры выражает силу, энергию, стремление вперёд. Силуэт рыбы символизирует большие запасы промысловой ценной рыбы в местных водоёмах — это главное богатство улуса.
Зелёная Кайма, охватывающая верхнюю часть герба характеризует короткое полярное лето, а большая центральная часть белого цвета указывает на длинную полярную зиму. Нижняя часть кольца синего цвета показывает, что Аллаиховский улус является приморским, по его территории протекает крупная река Индигирка, имеется множество крупных и мелких озёр.
Алмазы в особой стилизации, аналогичной их стилизации в Государственном гербе Республики Саха (Якутия), обозначают административно-территориальную принадлежность муниципального образования к Республике Саха (Якутия).
Автор герба: Ахновский Николай Яковлевич (пос. Чокурдах), компьютерный дизайн: Матвеев Артур Матвеевич (г. Якутск).